# Margaretha Hölldobler-Heumüller
Margaretha Hölldobler-Heumüller (* 21. Januar 1960 in Hannover) ist eine deutsche Politikerin bei Bündnis 90/Die Grünen und ehemaliges Mitglied des Hessischen Landtags.
Sie war seit dem 4. April 2003 Mitglied des Hessischen Landtags, stellvertretende Fraktionsvorsitzende und fachpolitische Sprecherin für Wirtschafts- und Mittelstandspolitik, Arbeitsmarktpolitik, Fremdenverkehr, Wohnungsbaupolitik und Frauenpolitik. Margaretha Hölldobler-Heumüller war Vorsitzende des kulturpolitischen Ausschusses und Mitglied im Ausschuss für Wirtschaft und Verkehr.
Am 10. Februar 2012 legte sie aus gesundheitlichen Gründen ihr Landtagsmandat nieder. Martina Feldmayer rückte für sie nach.